# Adrien Dumont de Chassart
Pour les articles homonymes, voir Dumont et Chassart (homonymie).
Pour les autres membres de la famille, voir Famille Dumont de Chassart.
 (juin 2025).
 (juin 2025).
La mise en forme du texte ne suit pas les recommandations de Wikipédia : il faut le « wikifier ».
Les points d'amélioration suivants sont les cas les plus fréquents. Le détail des points à revoir est peut-être précisé sur la page de discussion.
- Les titres sont pré-formatés par le logiciel. Ils ne sont ni en capitales, ni en gras.
- Le texte ne doit pas être écrit en capitales (les noms de famille non plus), ni en gras, ni en italique, ni en « petit »…
- Le gras n'est utilisé que pour surligner le titre de l'article dans l'introduction, une seule fois.
- L'italique est rarement utilisé : mots en langue étrangère, titres d'œuvres, noms de bateaux, etc.
- Les citations ne sont pas en italique mais en corps de texte normal. Elles sont entourées par des guillemets français : « et ».
- Les listes à puces sont à éviter, des paragraphes rédigés étant largement préférés. Les tableaux sont à réserver à la présentation de données structurées (résultats, etc.).
- Les appels de note de bas de page (petits chiffres en exposant, introduits par l'outil «  Source ») sont à placer entre la fin de phrase et le point final[comme ça].
- Les liens internes (vers d'autres articles de Wikipédia) sont à choisir avec parcimonie. Créez des liens vers des articles approfondissant le sujet. Les termes génériques sans rapport avec le sujet sont à éviter, ainsi que les répétitions de liens vers un même terme.
- Les liens externes sont à placer uniquement dans une section « Liens externes », à la fin de l'article. Ces liens sont à choisir avec parcimonie suivant les règles définies. Si un lien sert de source à l'article, son insertion dans le texte est à faire par les notes de bas de page.
- La présentation des références doit suivre les conventions bibliographiques. Il est recommandé d'utiliser les modèles {{Ouvrage}}, {{Chapitre}}, {{Article}}, {{Lien web}} et/ou {{Bibliographie}}. Le mode d'édition visuel peut mettre en forme automatiquement les références.
- Insérer une infobox (cadre d'informations à droite) n'est pas obligatoire pour parachever la mise en page.

Pour une aide détaillée, merci de consulter Aide:Wikification.
Si vous pensez que ces points ont été résolus, vous pouvez retirer ce bandeau et améliorer la mise en forme d'un autre article.
Adrien Dumont de Chassart (né le 1er mars 2000) est un golfeur professionnel belge.

## Carrière amateur
Lorsqu'Adrien Dumont de Chassart avait 15 ans, il a terminé deuxième du tournoi Orange Bowl à Miami, l'un des principaux tournois pour les joueurs de 18 ans ou moins. En 2019, il a été nommé Golfeur amateur masculin belge de l'année. En 2021, il a terminé troisième aux Championnats d'Europe amateurs.
Dumont de Chassart a étudié à l'Université de l'Illinois de 2018 à 2023. Il a fait partie de l'équipe internationale à la Coupe Arnold Palmer en 2021 et 2022. En 2021, il a été nommé l'un des deux Golfeurs de l'année de la Big Ten.
En 2022, il a joué à l'US Open, après avoir réussi à se qualifier au tournoi de qualification à Springfield, Ohio.

## Carrière professionnelle
Adrien Dumont de Chassart est devenu professionnel en juin 2023 et a remporté son premier tournoi professionnel ; le BMW Charity Pro-Am sur le Korn Ferry Tour, en battant Josh Teater en playoff. La semaine suivante, au Blue Cross and Blue Shield of Kansas Wichita Open, il a à nouveau égalé le score du leader après 72 trous, mais a été battu au premier trou de playoff. Il a été nommé Rookie de l'année du Korn Ferry Tour pour la saison 2023.

## Victoires amateurs
- 2015 King's Prize
- 2017 French International Boys Championship, Grand Prix AFG, Belgian International Amateur Championship (incorporating the Belgian National Amateur Stroke Play Championship), Belgian National Junior U18 Championship, Belgian International U18 Amateur Championship, European Men's Club Trophy
- 2018 Grand Prix AFG
- 2019 Tar Heel Intercollegiate, Big Ten Championship
- 2020 Golfweek Purdue Amateur
- 2022 Boilermaker Invitational
- 2023 Fighting Illini Spring Collegiate

## Victoires professionnelles
- 2023 BMW Charity Pro-Am